# Brachymeria sesamiae
Brachymeria sesamiae is een vliesvleugelig insect uit de familie bronswespen (Chalcididae). De wetenschappelijke naam is voor het eerst geldig gepubliceerd in 1928 door Gahan.